# Gröna partier
Gröna partier eller miljöpartier, baserade på grön ideologi, finns i de flesta länder världen över. Samarbetet mellan partierna sker genom Global Greens som är organiserat i fyra kontinentala federationer för Europa, Amerika, Asien och Afrika.

## Gröna partier i Europa
- Ecolo (Belgien)
- Groen! (Belgien)
- Gröna förbundet (Finland)
- De Gröna (Finland)
- Les Verts (Frankrike)
- Federazione dei Verdi (Italien)
- Iniciativa per Catalunya Verds (Katalonien)
- Déi Gréng (Luxemburg)
- GroenLinks (Nederländerna)
- Miljøpartiet De Grønne (Norge)
- Zieloni 2004 (Polen)
- De Gröna i Ryssland
- Los Verdes (Spanien)
- Les Verts Suisse (Schweiz)
- Miljöpartiet de Gröna (Sverige)
- Green Party of England and Wales (Storbritannien)
- Bündnis 90/Die Grünen (Tyskland)
- Die Grünen (Österrike)
- Strana zelených (Tjeckien)

## De grönas fyra pelare
De fyra pelarna som är grunden till för de flesta gröna partier.
- Ekologi
- Rättvisa
- Demokrati
- Fred